# Sex.cz
Sex.cz byl katalog erotických služeb. Vlastníkem domény je Andrej Anastasov, doménu ale pronajímal svému bývalému kolegovi Janu Eislerovi.
Obsah webu tvořily dvě hlavní části. Jedna část, kde se prezentovaly ženy, a druhá tvořená seznamovacími inzeráty. Obsahem není pornografie. Nebylo umožněno vkládání profesionálních fotografií, majitelé se snažili, aby se obsah jevil jako amatérský.
Na portálu nabízí svá těla asi 1500 žen. Asi třetinu z nabídek tvořily erotické masáže. Přestože existuje poptávka po těhotných ženách, jejich inzerce se portálu neobjevuje. Aby majitelé domény předešli obvinění z kuplířství, v inzerci jsou uváděny kontakty přímo na konkrétní inzerující.
Ve skutečnosti se v drtivé většině jedná o nabídky placeného sexu, erotických masáží a návštěv erotických salónů. Ve výběru žen, který připomíná nabídku eshopu, je možné filtrovat podle různých kritérií jako velikost prsou, věku či barvy vlasů. Fota některých inzerujících žen lze dohledat i jinde na internetu, kde jsou uvedeny v jiných souvislostech.
Samostatnou sekcí na portálu je nabídka práce.
V roce 2023 byla doména zablokována detektivy Národní centrály proti organizovanému zločinu a Andrej Anastasov byl společně se sedmi svými spolupracovníky zadržen.

## Historie
Doména sex.cz byla vlastněna společností Globe Internet a nebyl na souvisejícím webu žádný smysluplný webový obsah. V té době měla i tak návštěvnost 250 až 300 unikátních IP adres denně. Koncem roku 2000 byla doména prodána službě Escort Online. Podle spolumajitele Escort Online Jana Eislera byla doména zakoupena za statisíce korun a společně s doménou erotika.cz nákup vyšel na milion. Jednatel společnosti Globe Internet Jakub Ditrich se k ceně vyjádřil, že to nebylo sto tisíc a nebyl to ani milion.

## Statistiky
V roce 2019 tvořily naprostou většinu inzerujících (54,32 %) ženy z Prahy, 16,43 % byly ženy z Jihomoravského kraje. Nejmenší počet inzerujících žen (0,86 %) byl z Moravskoslezského kraje. Průměrný věk inzerujících v tomto kraji přesáhl 39 let. V Praze byl průměrný věk inzerujících žen 26 let.
Ženy z Ústecka inzerovaly průměrnou velikost poprsí 3,5. V celém Česku nejvíce dívek (39 %) inzerovalo poprsí velikosti 2.
Průměrná váha inzerujících žen byla 56 kg, nejlehčí žena vážila 39 kg, nejtěžší žena vážila 139 kg. Nejčastěji ženy v inzerci vystupovaly pod jmény Nikola, Lucie, Katka, Viktoria a Monika.
Nejnavštěvovanější inzerující profil byl navštíven téměř 800 000krát.